# Jefferson (Maine)
Jefferson ist eine Town im Lincoln County des Bundesstaates Maine in den Vereinigten Staaten. Im Jahr 2020 lebten dort 2551 Einwohner in 1595 Haushalten auf einer Fläche von 151,72 km².

## Geographie
Nach dem United States Census Bureau hat Jefferson eine Gesamtfläche von 151,72 km², von der 136,16 km² Land sind und 15,57 km² aus Gewässern bestehen.

### Geografische Lage
Jefferson liegt im Norden des Lincoln Countys. Im Westen grenzt das Kennebec County an und im Osten das Knox County. Im Osten liegt der Damariscotta Lake, aus dem der Damariscotta River in südlicher Richtung fließt. Im Nordwesten grenzt der Long Pond an, im Westen der Clary Lake. Zentral auf dem Gebiet der Town liegt der Dyer Long Pond. Die Oberfläche ist eben, ohne nennenswerte Erhebungen.

### Nachbargemeinden
Alle Entfernungen sind als Luftlinien zwischen den offiziellen Koordinaten der Orte aus der Volkszählung 2010 angegeben.
- Norden: Somerville, 13,3 km
- Nordosten: Washington, Knox County, 14,1 km
- Osten: Waldoboro, 11,9 km
- Südosten: Nobleboro, 4,8 km
- Süden: Newcastle, 14,0 km
- Südwesten: Alna, 12,3 km
- Westen: Whitefield, 8,9 km
- Nordwesten: Windsor, Kennebec County, 8,6 km

### Stadtgliederung
In Jefferson gibt es mehrere Siedlungsgebiete: Benner, Browntown, Bunker Hill, Dyers, East Jefferson, Jefferson, Kennedy Corner, North Jefferson, South Jefferson und West Jefferson.

### Klima
Die mittlere Durchschnittstemperatur in Jefferson liegt zwischen −6,1 °C (21 °Fahrenheit) im Januar und 20,6 °C (69 °Fahrenheit) im Juli. Damit ist der Ort gegenüber dem langjährigen Mittel der USA um etwa 6 Grad kühler. Die Schneefälle zwischen Oktober und Mai liegen mit bis zu zweieinhalb Metern mehr als doppelt so hoch wie die mittlere Schneehöhe in den USA; die tägliche Sonnenscheindauer liegt am unteren Rand des Wertespektrums der USA.

## Geschichte
Jefferson wurde einige Jahre vor dem Amerikanischen Unabhängigkeitskrieg besiedelt. Zunächst gehörte Jefferson zusammen mit Whitefield zum Gebiet der Plantation Ballstown. Am 24. Februar 1807 wurde Jefferson als eigenständige Town organisiert und nach dem zu der Zeit amtierenden Präsidenten Thomas Jefferson benannt.
An Alna wurde 1816 und 1824 Land abgegeben. Das Gebiet, das 1824 abgegeben worden war, wurde 1907 an Jefferson zurückgegeben. Im Jahr 1829 wurden Teile der Patricktown Plantation, dem heutigen Sommerville, an Jefferson gegeben. Gebiete wurden 1858 an Newcastle abgegeben.

### Einwohnerentwicklung
| Volkszählungsergebnisse – Town of Jefferson, Maine | Volkszählungsergebnisse – Town of Jefferson, Maine | Volkszählungsergebnisse – Town of Jefferson, Maine | Volkszählungsergebnisse – Town of Jefferson, Maine | Volkszählungsergebnisse – Town of Jefferson, Maine | Volkszählungsergebnisse – Town of Jefferson, Maine | Volkszählungsergebnisse – Town of Jefferson, Maine | Volkszählungsergebnisse – Town of Jefferson, Maine | Volkszählungsergebnisse – Town of Jefferson, Maine | Volkszählungsergebnisse – Town of Jefferson, Maine | Volkszählungsergebnisse – Town of Jefferson, Maine |
| Jahr                                               | 1800                                               | 1810                                               | 1820                                               | 1830                                               | 1840                                               | 1850                                               | 1860                                               | 1870                                               | 1880                                               | 1890                                               |
| -------------------------------------------------- | -------------------------------------------------- | -------------------------------------------------- | -------------------------------------------------- | -------------------------------------------------- | -------------------------------------------------- | -------------------------------------------------- | -------------------------------------------------- | -------------------------------------------------- | -------------------------------------------------- | -------------------------------------------------- |
| Einwohner                                          |                                                    | 1205                                               | 1577                                               | 2074                                               | 2214                                               | 2225                                               | 2121                                               | 1821                                               | 1590                                               | 1391                                               |
| Jahr                                               | 1900                                               | 1910                                               | 1920                                               | 1930                                               | 1940                                               | 1950                                               | 1960                                               | 1970                                               | 1980                                               | 1990                                               |
| Einwohner                                          | 1155                                               | 1030                                               | 914                                                | 888                                                | 938                                                | 1215                                               | 1048                                               | 1242                                               | 1616                                               | 2111                                               |
| Jahr                                               | 2000                                               | 2010                                               | 2020                                               | 2030                                               | 2040                                               | 2050                                               | 2060                                               | 2070                                               | 2080                                               | 2090                                               |
| Einwohner                                          | 2388                                               | 2427                                               | 2551                                               |                                                    |                                                    |                                                    |                                                    |                                                    |                                                    |                                                    |

## Kultur und Sehenswürdigkeiten

### Bauwerke
In Jefferson wurden mehrere Bauwerke unter Denkmalschutz gestellt und ins National Register of Historic Places aufgenommen.
- Dr. F.W. Jackson House, 1980 unter der Register-Nr. 80000236.[9]
- Jefferson Cattle Pound, 2004 unter der Register-Nr. 04000742.[10]
- Jefferson Town House, 1999 unter der Register-Nr. 99000771.[11]

## Wirtschaft und Infrastruktur

### Verkehr
Die Maine State Route 126 und die Maine State Route 17 verlaufen in westöstliche Richtung durch Jefferson, in nordsüdliche Richtung verlaufen die Maine State Route 215 und die Maine State Route 213. Vom Nordwesten nach Südosten verläuft die Maine State Route 32.

### Öffentliche Einrichtungen
Es gibt keine medizinischen Einrichtungen oder Krankenhäuser in Jefferson. Die nächstgelegenen befinden sich in Damariscotta, Waldoboro, Augusta und Gardiner.
In Jefferson gibt es keine eigene Bücherei. Die nächstgelegenen befinden sich in Washington, Damariscotta und Waldoboro.

### Bildung
Jefferson gehört mit Bremen, Bristol, Damariscotta, Newcastle, Nobleboro und South Bristol zum Central Lincoln County School System, AOS 93. Weiterführende Schulen werden durch den Schulbezirk nicht angeboten, es können Schulen der Wahl besucht werden, für die Kosten kommen die Gemeinden auf. Die meisten Schülerinnen und Schüler besuchen die private Lincoln Academy in Newcastle.
Im Schulbezirk werden mehrere Schulen angeboten:
- Bristol Consolidated School; Schulklassen Pre-Kindergarten bis 8. Schuljahr, in Bristol
- Jefferson Village School; Schulklassen Kindergarten bis 8. Schuljahr, in Jefferson
- Nobleboro Central School; Schulklassen Kindergarten bis 5. Schuljahr, in Nobleboro
- Great Salt Bay Community School; Schulklassen Kindergarten bis 8. Schuljahr, in Damariscotta

## Persönlichkeiten

### Söhne und Töchter der Stadt
- Alden Jackson (1810–1877), Politiker und Secretary of State von Maine
- Paul A. MacDonald (1911–2006), Politiker und Secretary of State von Maine
- Oakes Murphy (1849–1908), Politiker und Gouverneur des Arizona-Territoriums